# Loché-sur-Indrois
 Loché-sur-Indrois  es una población y comuna francesa, situada en la región de  Centro, departamento de Indre y Loira, en el distrito de Loches y cantón de Montrésor.
Es la comuna más extensa del departamento.

## Demografía
| 968 | 872 | 721 | 582 | 556 | 532 |
| Para los censos de 1962 a 1999 la población legal corresponde a la población sin duplicidades (Fuente: INSEE [Consultar]) |     |     |     |     |     |